# Jonathan Penrose

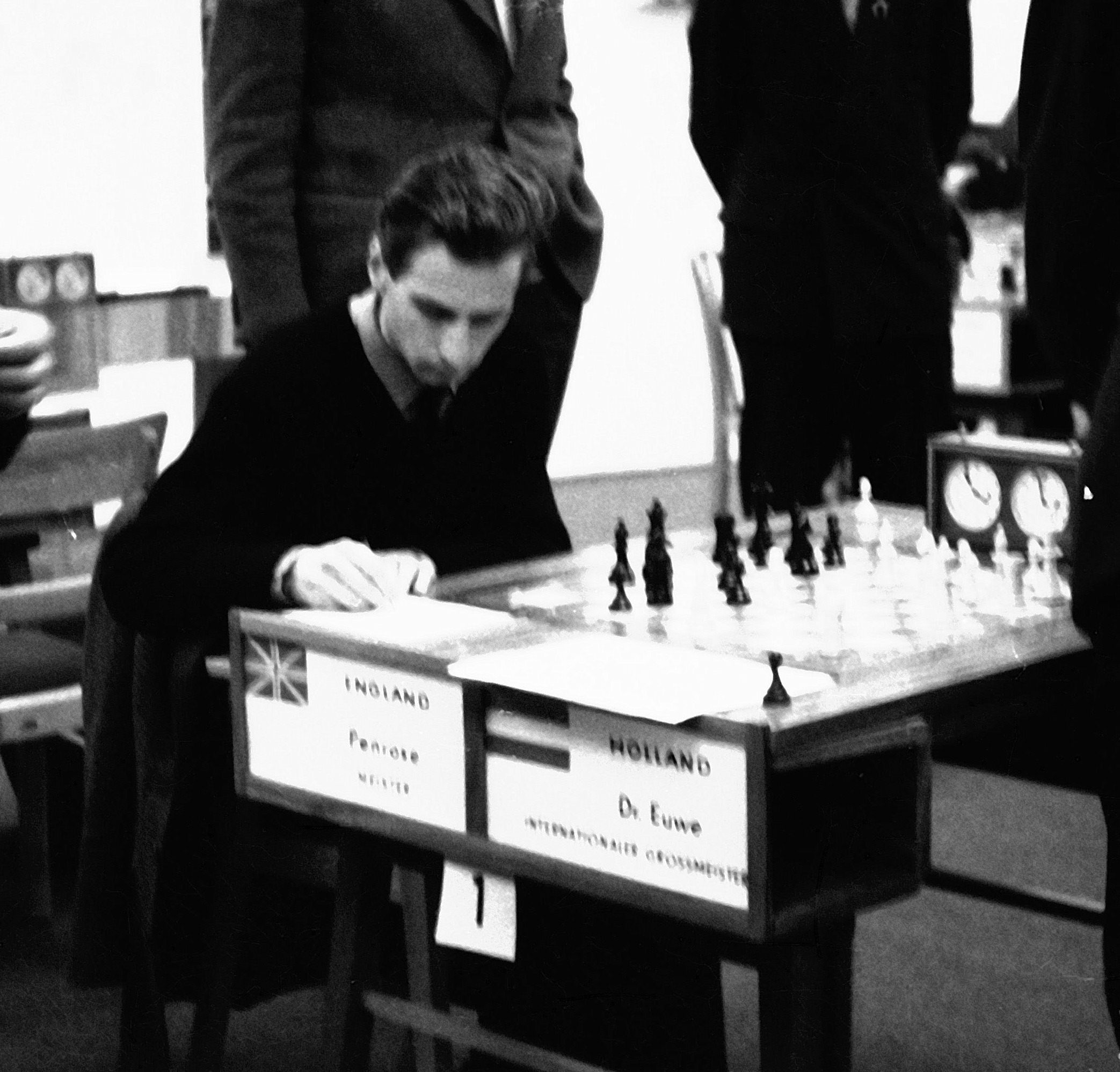
Jonathan Penrose, spelend tegen Max Euwe (Schaakolympiade 1960)

Jonathan Penrose (Colchester, 7 oktober 1933 - 30 november 2021) was een Britse schaker met een FIDE-rating van 2405 in 2006 (en in 2017). Hij is FIDE grootmeester (GM). Daarnaast verwierf hij in 1980 de titel (IMc) van meester ICCF (correspondentieschaken) en in 1983 die van grootmeester ICCF (GMc). Tussen 1958 en 1969 is Jonathan tien keer kampioen van Groot-Brittannië geweest en hij heeft negen maal in de Schaakolympiade meegespeeld. 
Hij is de zoon van Lionel Penrose, een wereldberoemde hoogleraar genetica, kleinzoon van fysioloog John Beresford Leathes, en broer van Roger Penrose en Oliver Penrose. Hij is een  psycholoog en universitair docent, met een doctorstitel (PhD). 

## Beginjaren
Op vierjarige leeftijd leerde hij schaken, hij was op twaalfjarige leeftijd lid van de Hampstead Chess Club en als veertienjarige Brits kampioen in de categorie jongens tot 18 jaar. Door de gehele familie Penrose werd geschaakt. Zijn vader was componist van eindspel-studies en een sterke schaker, evenals oudere broer Oliver.
Toen hij 17 was, had hij reeds de erkenning een belofte voor het Britse schaken te zijn. In 1950/51 deed hij voor de eerste keer mee aan het Hastings toernooi; hij versloeg daar de Franse kampioen Nicolas Rossolimo. In 1950, in Southsea, won hij zowel van Efim Bogoljoebov als van Sawielly Tartakower. In 1952/53 behaalde hij in Hastings een gedeelde eerste plaats. 

## Bordschaak
Penrose werd Internationaal Meester (IM)  in 1961 en was de sterkste  Britse schaker gedurende een deel van de jaren 60 en het begin van de jaren 70. Hij behaalde een record met het aantal malen waarin hij Brits kampioen werd. Hoewel hij beschouwd werd grootmeesterniveau of hoger te hebben, behaalde hij deze titel niet. Dit kwam vooral door zijn keuze om amateur te blijven en voorrang te geven aan zijn colleges. Hij speelde hierdoor minder (internationale) toernooien dan had gekund.  In 1993 ontving hij 'retrospectief' de titel grootmeester (GM) van de FIDE. 

### Schaakolympiades
Hij speelde tussen 1952 and 1962 mee aan acht Schaakolympiades, daarna aan de olympiades van 1968, 1970 en 1974; in 1962 (Varna) scoorde hij +9−1=7, in 1968 (Lugano) scoorde hij  +10−0=5. Bij beide gelegenheden won hij een individuele zilveren medaille aan het eerste bord. 

In 1960, bij de 14e Schaakolympiade in Leipzig, versloeg hij toenmalig wereldkampioen  Michail Tal in een partij met opening Moderne Benoni. 
wit: Jonathan Penrose, zwart: Michail Tal. Zettenverloop:  1.d4 Pf6 2.c4 e6 3.Pc3 c5 4.d5 exd5 5.cxd5 d6 6.e4 g6 7.Ld3 Lg7 8.Pge2 0-0 9.0-0 a6 10.a4 Dc7 11.h3 Pbd7 12.f4 Te8 13.Pg3 c4 14.Lc2 Pc5 15.Df3 Pfd7 16.Le3 b5 17.axb5 Tb8 18.Df2 axb5 19.e5 dxe5 20.f5 Lb7 21.Tad1 La8 22.Pce4 Pa4 23.Lxa4 bxa4 24.fxg6 fxg6 25.Df7+ Kh8 26.Pc5 Da7 27.Dxd7 Dxd7 28.Pxd7 Txb2 29.Pb6 Tb3 30.Pxc4 Td8 31.d6 Tc3 32.Tc1 Txc1 33.Txc1 Ld5 34.Pb6 Lb3 35.Pe4 h6 36.d7 Lf8 37.Tc8 Le7 38.Lc5 Lh4 39.g3 (1–0).
Door deze overwinning werd Penrose de eerste Britse speler die een regerend wereldkampioen versloeg, sinds de overwinning van Joseph Blackburne op Emanuel Lasker in 1899. 

## Correspondentieschaak
Penrose had last van nervositeit, tijdens de 19e Schaakolympiade in 1970 stortte hij  in terwijl hij een spannende partij aan het spelen was. Om deze reden ging hij over tot het spelen van correspondentieschaak, waarin hij succesvol was.  Hierbij werd hij in 1980 Internationaal Meester (IMc) en in 1983 grootmeester (GMc). Tijdens de 9e  Correspondentie-Olympiade (1982 - 1987) was hij de aanvoerder van het winnende Britse team. Penrose won het "Julius Nielsen Memorial" (1985 - 1990); Ove Ekebjærg werd tweede.

## Overig
In 1971 ontving Jonathan Penrose de Orde van het Britse Rijk (OBE). Hij heeft  twee dochters uit zijn huwelijk met Margaret Wood. 

## Externe koppelingen
- (en)   Informatie over schaakpartijen van Jonathan Penrose op ChessGames.com
- (en)   Informatie over schaakpartijen van Jonathan Penrose op 365chess.com
- (en)  FIDE-ratinggegevens voor Jonathan Penrose